# 札加瓦人
札加瓦（英語：Zaghawa）是非洲的一個民族，主要生活在查德東部與蘇丹西部。他們屬於半遊牧民族，以馴養牛、駱駝與綿羊為生；此外也種植一些糧食作物。
札加瓦人在13世紀之後改信伊斯蘭教，但仍然保留許多原有的宗教傳統。他的語言是札加瓦語。札加瓦實際上是附近的阿拉伯人所給的稱呼，札加瓦稱呼自己為Beri。
這支民族在查德政府中任居要職，包括現任總統伊德裡斯·代比（Idriss Déby）與多位前首相及其他政府官員。札加瓦人在蘇丹則較為弱勢。

## 外部連接
- African people
- Aljazeera English video on the Zaghawa people of Chad （页面存档备份，存于）
- Ethnogenesis from with the Chadic State （页面存档备份，存于）, Dierk Lange (1993)